# John Kissell
John Kissell (14 de maio de 1923 - 9 de abril de 1992) foi um jogador profissional de futebol americano estadunidense.